# Martin Prévost
Pour les articles homonymes, voir Prévost.
Martin Prévost, né le 4 janvier 1611 à Montreuil (Seine-Saint-Denis) et mort le 27 janvier 1691 à Beauport (Québec), est un pionnier de la Nouvelle-France  et ancêtre d'une grande partie des Prévost d'Amérique du Nord.

## Biographie
Pionnier de la Nouvelle-France comme Pierre Tremblay ou Julien Mercier, Martin Prévost est né le 4 janvier 1611 à Montreuil (Seine-Saint-Denis) et il est baptisé le même jour en l'église Saint-Pierre-et-Saint-Paul de Montreuil. Il s’embarque pour le Canada en 1638.
Le 3 novembre 1644, il épouse à Québec Marie Sylvestre Manitouabeoutich, une autochtone. Ils s'installent ensuite dans la seigneurie de Beauport où ils ont huit enfants, tous baptisés à Québec. En 1665, sa femme meurt et il épouse le 8 novembre de la même année Marie Dabancour, veuve de Godfroy Guillot et sœur de madame Jean Jolliet. Martin Prévost meurt le 27 janvier 1691 à Beauport (Québec).